# Coryphantha maiz-tablasensis
Coryphantha maiz-tablasensis ist eine Pflanzenart in der Gattung Coryphantha aus der Familie der Kakteengewächse (Cactaceae). Das Artepitheton maiz-tablasensis verweist auf das Vorkommen der Art zwischen den Orten Ciudad del Maíz und Las Tablas im mexikanischen Bundesstaat San Luis Potosí.

## Beschreibung
Coryphantha maiz-tablasensis wächst einzeln oder bildet später Gruppen mit kugelförmigen glaukgrünen bis blaugrünen Trieben die bei Durchmessern von 5 bis 6 Zentimetern Wuchshöhen von bis 3 Zentimetern erreichen und kaum über die Bodenfläche ragen. Die konischen bis eiförmigen Warzen sind bis 1,7 Zentimeter lang und weisen meist keine Nektardrüsen auf. Es sind keine Mitteldornen vorhanden. Die 4 bis 6 (selten bis 7) geraden, weißlich grauen Randdornen sind steif und 7 bis 13 Millimeter lang.
Die Blüten sind gelb oder cremeweiß. Sie sind bis 2,7 Zentimeter lang und erreichen Durchmesser von bis 4 Zentimeter. Die später rot werdenden Früchte sind bis 1,8 Zentimeter lang und weisen Durchmesser von 1 Zentimeter auf.

## Verbreitung, Systematik und Gefährdung
Coryphantha maiz-tablasensis ist im mexikanischen Bundesstaat San Luis Potosí auf Kalk- und Gipsboden in Höhenlagen von 900 bis 1400 Metern verbreitet.
Die Erstbeschreibung wurde 1949 durch Curt Backeberg veröffentlicht.
Coryphantha maiz-tablasensis wird in der Roten Liste gefährdeter Arten der IUCN als „Endangered (EN)“, d. h. stark gefährdet, eingestuft.

## Nachweise